# László Hernádi
László Hernádi est un pilote automobile de courses de côte hongrois.

## Biographie
Son activité sportive en courses européennes de la montagne s'étale de 1998 à 2011, exclusivement sur des véhicules de Groupe A (Honda Civic en 1998 et 1999, puis BMW M3 de 2000 à 2008, et Mitsubishi Lancer Evo (VIII) entre 2009 et 2011).

## Palmarès

### Titres
- Challenge international de la montagne de la FIA (FIA International Hill Climb Challenge, ou FCHA - 4 titres consécutifs, 3 absolus): 2005 (en Gr.A), 2006, 2007 et 2008, sur BMW M3 (Gr. A);
- Champion d'Europe centrale (zone centre FIA) de la montagne du Groupe A, en 2001, 2002, 2003, 2004, 2005, 2006, 2007;